# Joe Allen
Joe Allen, właśc. Joseph Michael Allen (ur. 14 marca 1990 w Carmarthen) – walijski piłkarz występujący na pozycji pomocnika w klubie Swansea City. W latach 2009–2022 reprezentant Walii. Półfinalista Mistrzostw Europy 2016. Uczestnik Mistrzostw Świata 2022 oraz Mistrzostw Europy 2020.

## Kariera klubowa

### Swansea City
Allen od dziewiątego roku życia występuje w juniorskich i młodzieżowych zespołach Swansea City. Do pierwszego składu włączony został w 2007 roku. Zadebiutował tam 5 maja tego samego roku, kiedy to wszedł z ławki rezerwowych w przegranym 3:6 ligowym meczu z Blackpool. Był to jego jedyny występ w sezonie 2006/2007. Pierwszy raz od pierwszej minuty zagrał w meczu Pucharu Ligi z Walsall. Został wybrany najlepszym graczem tego spotkania. W kwietniu 2008 roku Allen wraz z drużyną juniorską wygrał rozgrywki FAW Welsh Youth Cup. W finale Swansea City pokonała Cardiff City. W sezonie 2007/2008 wystąpił 14 razy w drużynie seniorów.

### Wrexham (wypożyczenie)
7 października 2008 roku Allen został wypożyczony do Wrexham. W debiutanckim spotkaniu z York City Walijczyk zdobył bramkę. Przez prawie dwa miesiące gry na wypożyczeniu zagrał w dwóch ligowych meczach. Do drużyny Swansea City wrócił wcześniej z powodu kontuzji kostki.

### Powrót do Swansea City
Do gry po kontuzji powrócił w grudniu. Jego zespół do końca sezonu walczył o miejsce dające grę w barażach o Premier League. Swansea City się to nie udało, zaś sam Allen otrzymał tytuł najlepszego gracza klubu młodego pokolenia. W czerwcu 2009 roku podpisał nowy kontrakt z zespołem, wiążący go do 2012 roku.
Po trapiącym go kontuzjami sezonie 2009/10, Allen powrócił do regularnej gry na początku sezonu 2010/11. Imponujące występy sprawiły, że menedżer Brendan Rodgers zdecydował się wystawić go od pierwszych minut w derbach Południowej Walii w listopadzie 2010. Allen został wybrany najlepszym graczem tego meczu. Razem ze swoją drużyną awansował do Premier League po barażach.
Kilka dni przed rozpoczęciem sezonu 2011/12 podpisał czteroletni kontrakt z walijskim zespołem.

### Liverpool F.C.
10 sierpnia 2012 roku podpisał kontrakt z Liverpoolem. 18 sierpnia 2012 roku zadebiutował w lidze w barwach klubu, w przegranym wyjazdowym meczu z West Bromwich Albion. Tydzień później wystąpił przeciwko Manchesterowi City i został wybrany przez fanów i dziennikarzy piłkarzem meczu.

## Kariera reprezentacyjna
Joe Allen wystąpił 10 razy oraz zdobył jedną bramkę w reprezentacji Walii do lat 17, czterokrotnie grał w kadrze U-19. W reprezentacji do lat 21 wystąpił 11 razy oraz strzelił jedną bramkę.
29 maja 2009 roku zadebiutował w seniorskiej kadrze w spotkaniu z Estonią.
W 2012 roku wystąpił wraz z drużyną Wielkiej Brytanii na Igrzyskach Olimpijskich. Kapitanem zespołu był Ryan Giggs, a Allen był jednym z pięciu walijskich zawodników. Wielka Brytania odpadła w ćwierćfinale po rzutach karnych z Koreą Południową.

## Statystyki kariery
Aktualne na dzień 29 kwietnia 2018 r.
| 2006/07            | Swansea City       | League One         | 1   | 0  | 0  | 0 | 0  | 0 | –  | – | 1   | 0  |
| 2007/08            | Swansea City       | League One         | 6   | 0  | 3  | 0 | 2  | 0 | –  | – | 14  | 0  |
| 2008/09            | Swansea City       | Championship       | 23  | 1  | 2  | 0 | 1  | 0 | –  | – | 26  | 1  |
| 2008/09            | Wrexham (wyp.)     | Conference         | 2   | 1  | –  | – | –  | – | –  | – | 2   | 1  |
| 2009/10            | Swansea City       | Championship       | 21  | 0  | 1  | 0 | 0  | 0 | –  | – | 22  | 0  |
| 2010/11            | Swansea City       | Championship       | 40  | 2  | 2  | 0 | 3  | 0 | –  | – | 48  | 2  |
| 2011/12            | Swansea City       | Premier League     | 36  | 4  | 2  | 0 | 1  | 0 | –  | – | 39  | 4  |
| 2012/13            | Liverpool          | Premier League     | 27  | 0  | 2  | 1 | 1  | 0 | 7  | 1 | 37  | 2  |
| 2013/14            | Liverpool          | Premier League     | 24  | 1  | 1  | 0 | 1  | 0 | –  | – | 26  | 1  |
| 2014/15            | Liverpool          | Premier League     | 21  | 1  | 5  | 0 | 0  | 0 | 6  | 0 | 32  | 1  |
| 2015/16            | Liverpool          | Premier League     | 19  | 2  | 2  | 1 | 5  | 0 | 11 | 0 | 37  | 3  |
| 2016/17            | Stoke City         | Premier League     | 37  | 6  | 1  | 0 | 2  | 0 | –  | – | 40  | 6  |
| 2017/18            | Stoke City         | Premier League     | 37  | 2  | 1  | 0 | 1  | 2 | –  | – | 39  | 4  |
| Łącznie w karierze | Łącznie w karierze | Łącznie w karierze | 294 | 20 | 21 | 2 | 17 | 2 | 24 | 1 | 363 | 25 |